# Kirchenkreis Pasewalk
Der Kirchenkreis Pasewalk gehörte zu den vier Kirchenkreisen der Pommerschen Evangelischen Kirche (PEK). Er wurde 1997 durch Zusammenschluss mehrerer Altkirchenkreise gebildet. Der Amtssitz befand sich in Pasewalk. Der Kirchenkreis Pasewalk ging durch die Neugründung der Evangelisch-Lutherischen Kirche in Norddeutschland („Nordkirche“) zu Pfingsten 2012 im Pommerschen Evangelischen Kirchenkreis auf.

## Geographische Lage
Der Kirchenkreis Pasewalk befand sich im Osten des Landes Mecklenburg-Vorpommern und war gleichzeitig der östlichste der vier Kirchenkreise der PEK. Seine Ausdehnung entsprach im Wesentlichen der des ehemaligen Landkreises Uecker-Randow. Mehrere Gemeinden lagen im Land Brandenburg.
Der Kirchenkreis grenzte im Norden und Nordwesten an den Kirchenkreis Greifswald und das Stettiner Haff. Westlich von ihm befand sich der Kirchenkreis Stargard der Evangelisch-Lutherischen Landeskirche Mecklenburgs. Im Süden lag der Kirchenkreis Uckermark der Evangelischen Kirche des Landes Brandenburg. Den östlichen Abschluss bildete die Grenze zu Polen.

## Struktur
Der Kirchenkreis entstand 1997 aus den Kirchenkreisen Gartz (Oder), Pasewalk, Penkun und Ueckermünde. Der Kirchenkreis war in Kirchengemeinden unterteilt und hatte 26 Gemeindepfarrstellen. Pasewalk war der Sitz der Superintendentur. Superintendent war Andreas Haerter.
Bis 2004 befand sich in Pasewalk das Verwaltungsamt des Kirchenkreises, das im Zuge der Umstrukturierung der PEK mit den Ämtern der drei anderen Kirchenkreise im Evangelischen Konsistorium in Greifswald zusammengefasst wurde.

### Kirchengemeinden
Zum Kirchenkreis Pasewalk gehörten die Gemeinden
| - Ahlbeck und Eggesin - Blumberg - Boock - Brüssow - Ferdinandshof - Gartz (Oder) - Hetzdorf - Hohenselchow | - Jatznick - Löcknitz - Leopoldshagen - Luckow/Altwarp - Pasewalk Friedenskirche - Pasewalk St. Marien - Pasewalk St. Nikolai | - Penkun - Retzin - Strasburg mit - St. Marien (Strasburg) - Torgelow - Ueckermünde - Ueckermünde-Liepgarten - Zerrenthin |

### Einrichtungen des Kirchenkreises
- Krankenhausseelsorge im Christophorus-Krankenhaus Ueckermünde
- Evangelische Kindergärten in Strasburg, Pasewalk, Ueckermünde und Torgelow
- Evangelische Grundschule Pasewalk
- Kreisschulpfarramt
- Sozialstationen der Diakonie in Strasburg, Ferdinandshof, Pasewalk und Gartz (Oder)